# Sunnhordland
Sunnhordland er et distrikt i den sydvestlige del af Vestland fylke i Norge, som i dag omfatter de syv kommuner Bømlo, Etne, Fitjar, Kvinnherad, Stord, Sveio og Tysnes. Sunnhordland har 58.381 indbyggere (1. juli 2013) og et samlet areal på 2.896 km². 50 % af arealet er fjeldområder som ligger højere end 300 meter over havet. Regioncenteret er byen Stord. 
Folk fra Sunnhordland kalles for sunnhordlendinger og snakker sunnhordlandsmål. Lokalavisen Sunnhordland udgives i Leirvik og dækker hovedsagelig kommunerne Bømlo, Fitjar, Kvinnherad, Stord og Tysnes.
Frem til midten af 1800-tallet var også Strandebarm, Austevoll, Fusa, Samnanger, Os og dele af Fana en del af Sunnhordland. Grænsen mod Nordhordland gik ved Fanaelven i Fana, mens grænsen mod Hardanger gik ved Straumastein i Kvam. Frem til 2002 indgik også Ølen kommune som nu er slået sammen med Vindafjord i Rogaland fylke.

## Kommuner i Sunnhordland
Sunnhordland er inddelt i 7 kommuner:
| Nummer | Kort               | Våben                    | Navn       | Adm.center | Folketal | Areal   | Sprog   | Ordfører            | Parti           |
| ------ | ------------------ | ------------------------ | ---------- | ---------- | -------- | ------- | ------- | ------------------- | --------------- |
| 1211   | Etne kommune       | Etnes kommunevåben       | Etne       | Etnesjøen  | 4.037    | 735,34  | Nynorsk | Sigve Sørheim       | Senterpartiet   |
| 1216   | Sveio kommune      | Sveios kommunevåben      | Sveio      | Sveio      | 5.419    | 245,76  | Nynorsk | Ruth Grethe Eriksen | Høyre           |
| 1219   | Bømlo kommune      | Bømlos kommunevåpen      | Bømlo      | Svortland  | 11.637   | 246,10  | Nynorsk | Odd Harald Hovland  | Arbeiderpartiet |
| 1221   | Stord kommune      | Stords kommunevåpen      | Stord      | Leirvik    | 18.165   | 143,61  | Nynorsk | Liv Kari Eskeland   | Høyre           |
| 1222   | Fitjar kommune     | Fitjars kommunevåpen     | Fitjar     | Fitjar     | 2.993    | 142,46  | Nynorsk | Wenche Tislevoll    | Høyre           |
| 1223   | Tysnes kommune     | Tysnes' kommunevåpen     | Tysnes     | Uggdal     | 2.722    | 255,17  | Nynorsk | Kjetil Hestad       | Arbeiderpartiet |
| 1224   | Kvinnherad kommune | Kvinnherads kommunevåpen | Kvinnherad | Rosendal   | 13.249   | 1127,98 | Nynorsk | Synnøve Solbakken   | Arbeiderpartiet |

### Kommunehistorie
I 1838 blev Sunnhordland inddelt i kommunerne Skånevik, Etne, Finnås, Stord, Fjelberg, Eid, Kvinnherad og Tysnes. I 1855 blev Eid indlemmet i Fjelberg kommune. I 1860 blev Fitjar kommune udskilt fra Stord. I 1861 blev Sveio kommune udskilt fra Finnås. I 1868 blev Valestrand kommune udskilt fra Stord. I 1901 blev Vikebygd kommune udskilt fra Sveio. I 1916 blev Ølen kommune udskilt fra Fjelberg, og Finnås ble delt opp i kommunene Bømlo, Moster og Bremnes. (Kilde: Brøgger, Waldemar: Norge. Geografisk leksikon. Cappelen, 1963). 
I 1964 blev dele af Fitjar overført til Austevoll og Bømlo, og Bømlo blev slået sammen med Moster og Bremnes. Sveio blev udvidet med Valestrand og dele af Vikebygd, mens resten af Vikebygd blev indlemmet i Ølen. Etne blev udvidet med dele af Skånevik, og resterende Skånevik blev sammen med Fjelberg kommune og mesteparten af Varaldsøy kommune indlemmet i Kvinnherad. I 2002 blev Ølen kommune overført til Rogaland fylke, og i 2006 blev denne indlemmet i Vindafjord kommune.

## Administrative inddelinger
- Distriktet udgjorde sammen med forhenværende Strandebarm og Ølen herreder det tidligere Fogderi Søndhordland fogderi.
- Kommunene er sammen med Austevoll tilsluttet regionrådet Samarbeidsrådet for Sunnhordland.
- Distriktet udgør området for Sunnhordland prosti under Bjørgvin bispedømme i Den norske kirke.
- Distriktet udgør domsmyndighedsområdet til Sunnhordland tingrett, undtagen Etne som tilhører Haugaland tingrett, begge under Gulating lagdømme.

## Befolkningsudvikling
Tabellen viser befolkningsudviklingen i Sunnhordland i perioden 1966-2006 og prognose for anslået folketal i 2030 (Ølen ikke medregnet).
| År   | Folketal |
| ---- | -------- |
| 1966 | 40.574   |
| 1976 | 46.817   |
| 1986 | 51.075   |
| 1996 | 53.522   |
| 2006 | 54.876   |
| 2030 | 62.771   |

## Største byer
Rangeret efter indbyggertal (2012):
- Leirvik – 11.670 (Stord)
- Sagvåg – 3.241 (Stord)
- Svortland – 2.282 (Bømlo)
- Husnes – 2.223 (Kvinnherad)
- Sunde/Valen – 2.233 (Kvinnherad)
- Fitjar – 1.342 (Fitjar)
- Sveio by – 1.242 (Sveio)
- Mosterhamn – 1.203 (Bømlo)
- Rubbestadneset – 1.162 (Bømlo)
- Etnesjøen – 1.098 (Etne)
- Rosendal – 944 (Kvinnherad)

## Politik i Sunnhordland
Ved Stortingsvalget 2013 var der 41.342 stemmeberettigede vælgere i Sunnhordland. Der blev afgiet 32.515 stemmer. Valgdeltagelsen var dermed 78,6 %. Valgresultatet gav en borgerlig overvægt på 26,5 prosentpoint (60,7 % H+Frp+KrF+V, 34,2 % Ap+Sp+SV). Tabellen viser stemmefordelingen:
| Parti                      | Stemmetall | %    |
| -------------------------- | ---------- | ---- |
| Høyre                      | 8.347      | 25,8 |
| Arbeiderpartiet            | 7.798      | 24,1 |
| Fremskrittspartiet         | 5.755      | 17,8 |
| Kristelig Folkeparti       | 4.279      | 13,2 |
| Senterpartiet              | 2.298      | 7,1  |
| Venstre                    | 1.253      | 3,9  |
| Sosialistisk Venstreparti  | 976        | 3,0  |
| De Kristne                 | 611        | 1,9  |
| Miljøpartiet De Grønne     | 568        | 1,8  |
| Rødt                       | 175        | 0,5  |
| Piratpartiet               | 92         | 0,3  |
| Pensjonistpartiet          | 86         | 0,3  |
| Demokratene i Norge        | 51         | 0,2  |
| Kystpartiet                | 51         | 0,2  |
| Norges Kommunistiske Parti | 10         | 0,0  |
| Folkemakten                | 8          | 0,0  |
| Blanke stemmer             | 157        | -    |
| Valgdeltagelse/Total       | 32 515     | 78,6 |